# Rhopalomeces incisus
Rhopalomeces incisus är en skalbaggsart som beskrevs av Schmidt 1923. Rhopalomeces incisus ingår i släktet Rhopalomeces och familjen långhorningar. Inga underarter finns listade i Catalogue of Life.